# Sphenomorphus sabanus
Sphenomorphus sabanus là một loài thằn lằn trong họ Scincidae. Loài này được Inger mô tả khoa học đầu tiên năm 1958.